# Хазянг
Хазя́нг (вьет. Hà Giang) — город в северной части Вьетнама. Административный центр провинции Хазянг.

## История

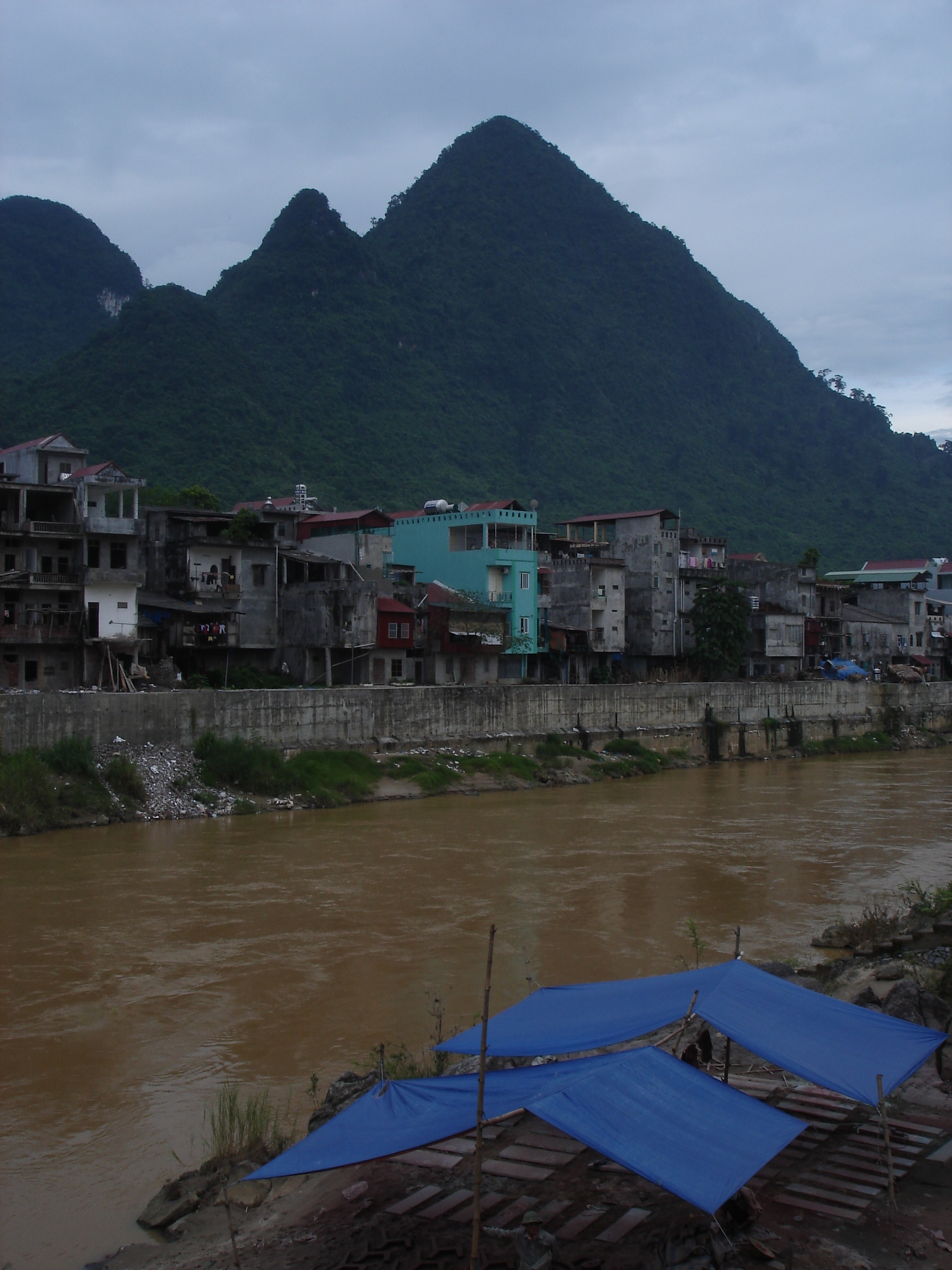
Вид на город Хазянг

До XIX века городок Висьен, расположенный к югу от Хазянга, был важнейшим торговым городом региона. Активный рост самого Хазянга начинается при династии Нгуен. В 1842 году город входит в состав тогдашней провинции Туенкуанг. После 1886 года является важным французским военным постом. С 2010 года — город провинциального подчинения.

## География
Абсолютная высота — 102 метра над уровнем моря. Расположен на левом берегу реки Ло, недалеко от границы с Китаем.

## Население
По данным на 2013 год численность населения составляет 39 774 человека. Помимо вьетнамцев в городе проживают представители национальных меньшинств севера страны, в том числе тхо, яо и хмонги.
Динамика численности населения города по годам:
| 1989   | 2013   |
| ------ | ------ |
| 25 400 | 39 774 |